# والتر نوولینو
والتر نوولینو (به ایتالیایی: Walter Novellino) بازیکن فوتبال و اهل ایتالیا است که از سال ۱۹۷۸ میلادی عضو تیم ملی فوتبال ایتالیا بوده و در ۱ بازی ملی حضور داشته‌است. او در بازی‌های ملی‌اش گلی به ثمر نرساند.
والتر نوولینو آخرین بازی ملی خود را در سال ۱۹۷۸ میلادی انجام داد.